# Боемова веверица
Боемова веверица (лат. Paraxerus boehmi) је сисар из реда глодара и породице веверица (Sciuridae).  

## Распрострањење
Врста има станиште у Бурундију, ДР Конгу, Замбији, Кенији, Руанди, Судану, Танзанији и Уганди.

## Станиште
Боемова веверица има станиште на копну.

## Угроженост
Ова врста није угрожена, и наведена је као последња брига јер има широко распрострањење.

## Популациони тренд
Популациони тренд је за ову врсту непознат.